# Henrique Pereira de Lucena
Henrique Pereira de Lucena, premier et unique baron de Lucena (Bom Jardim, 1835 — Rio de Janeiro, 1913), est un homme politique et magistrat brésilien.
Juriste de formation, il occupa sous l’Empire la fonction de président provincial dans différentes provinces brésiliennes entre 1872 et 1886. En particulier, il fut président de sa province natale du Pernambouc de 1872 à 1875, et à ce titre mena une politique énergique, améliorant les infrastructures (routières, portuaires etc.), faisant édifier établissements d’enseignement et de soins, menant à bien divers projets de prestige dans la capitale Recife etc. En tant que président du Pernambouc, il eut également à gérer la crise insurrectionnelle de Quebra-Quilos fin 1874.
C’est alors qu’il présidait la Chambre (nationale) des députés que fut adoptée par cette assemblée, en mai 1888, la célèbre loi d'Or portant abolition de l’esclavage au Brésil.
Après la proclamation de la république en 1889, il fut appelé à faire partie de plusieurs cabinets ministériels, comme ministre des Transports et de l’Agriculture, ministre de la justice, puis ministre des Finances, avant d’être progressivement évincé de la sphère dirigeante quelques années plus tard.

## Biographie
Henrique Pereira de Lucena naquit sur les terres des domaines sucriers Fortaleza et Boa Esperança, dans l’ancienne comarque de Limoeiro (actuelle municipalité de Bom Jardim, dans le Pernambouc) et eut pour père le colonel Henrique Pereira de Lucena, l’un des héros de la révolution de Praieira de 1848, et pour mère Antonia Barbosa da Silva. Il fit ses humanités au collège Pierre II, à Rio de Janeiro, de 1846 à 1853, et obtint son baccalauréat en lettres.
En 1858, il acheva ses études de droit et de sciences sociales à la faculté de droit de Recife, capitale du Pernambouc. Il épousa en 1869, dans sa province natale, Zélia Sofia Carneiro Campelo, fille de José Carneiro Campelo et d’Arcelina Xavier. Le couple eut quinze enfants : deux devinrent médecin, deux autres fils officier de marine, trois filles se firent religieuse ; le fils Oscar, né en 1886, eut pour parrain et marraine à Porto Alegre le maréchal de camp Manuel Deodoro da Fonseca, futur premier président de la république brésilienne, et son épouse.
Il décéda à son domicile de la rua São Clemente, avenue huppée du quartier Botafogo à Rio de Janeiro, en décembre 1913.

## Carrière et œuvre politique
Lucena commença sa carrière dans la magistrature, remplissant tour à tour les fonctions : de délégué de police à Recife et Ouricuri, dans le Pernambouc ; de juge municipal et des orphelins dans la circonscription de Goiana (par décret de décembre 1861, avec reconduction par décret de janvier 1866, mais dont il sollicita d’être exonéré en 1868), également dans le Pernambouc ; de juge cantonal  (juiz de direito) de la comarque de Teixeira, dans la Paraíba (par décret de mai 1869) ; puis de commissaire de police en chef de la province du Ceará, en mai 1869. Il entama ensuite une carrière politique et devint successivement : 
- Président de la province du Pernambouc, par deux fois, de 1872 à 1875 et en 1890 ;
- Président de la province du Rio Grande do Norte, en 1872 ;
- Président de la province de la Bahia, de 1877 à 1878 ;
- Président de la province du Rio Grande do Sul, de 1885 à 1886 ;
- Député fédéral pour le Pernambouc ;
- Président de la Chambre des députés, de 1888 à 1889 ;
- Ministre (national) des Transports et de l’Agriculture, puis de la Justice, enfin des Finances, en 1891 ;
- Juge auprès du Tribunal suprême fédéral.

Durant de son premier mandat comme président du Pernambouc, qui se prolongea du 5 novembre 1872 au 10 mai 1875, il déploya une gestion politique remarquable, d'une envergure comparable à celle du comte de Boa Vista. Son œuvre dans le Pernambouc comprend les réalisations suivantes : la restauration du phare d’Olinda et du Campo das Princesas, actuelle Praça da República, où se situe le palais du Gouvernement ; la construction du marché Saint-Joseph (mercado de São José), en fait mise en œuvre d’un projet déjà ancien, selon des plans de l'ingénieur français Louis Léger Vauthier ; l’achèvement des travaux du théâtre Santa Isabel, qui avait été détruit par un incendie en 1869 ; la pose de la première pierre de l’hôpital de la Tamarineira, qui est toujours en service aujourd’hui, sous le nom d'hôpital Ulysses Pernambucano. À son instigation furent entrepris de nombreux travaux d’infrastructure, notamment l’aménagement, l’amélioration et la réfection du réseau routier dans l’intérieur de la province, l’édification de barrages et de ponts, et des travaux d’amélioration du port de Recife, en vue de quoi il fit venir plusieurs ingénieurs européens. D’Europe, il convoqua aussi des géologues pour effectuer des études géologiques et minéralogiques détaillées de l’intérieur de la province. Il créa l’école normale, destinée à étendre l’enseignement aux femmes, et qui fit concurrence au traditionnel et élitaire Ginásio Pernambucano. Il développa une politique d’encouragement et d’appui en faveur de la modernisation de l’activité de la canne à sucre dans le Pernambouc. Dans le même temps, il s’appliqua à assainir les finances publiques de la province.
En tant que juge, il créa l’arrondissement (comarca) de Vila Bela, actuelle Serra Talhada, et se préoccupa pour l’organisation judiciaire du Pernambouc.
Dans les derniers mois de 1874 et les premiers mois de 1875, Lucena eut à affronter la révolte dite de Quebra-Quilos, mouvement insurrectionnel de la petite paysannerie du Nordeste, qu’il s’obstina à imputer au fanatisme religieux et aux menées de l’opposition politique, alors que le mobile premier des rebelles était la contestation de taxes (tant nationales que provinciales et municipales) excessives et vexatoires. Au contraire de la Paraíba voisine, il ne requit pas, pour mater la sédition, de corps expéditionnaire auprès du pouvoir central, mais dépêcha les soldats de ligne qu’il avait à sa disposition pour assister les autorités et les forces policières locales débordées. 
Après son mandat à la tête du Pernambouc, il fut nommé en avril 1875 juge cantonal de la comarque de Palmares. Peu auparavant, en février de la même année, le gouvernement impérial lui avait conféré le titre de juge de cour d’appel (desembargador).
Pereira de Lucena devint ensuite, sur nomination de l’empereur Pierre II, président des provinces de la Bahia et du Rio Grande do Sul. Dans cette première province, sa gestion, qui se prolongea de décembre 1876 à février 1878, fut marquée entre autres par une réforme des services publics, par la rationalisation du système fiscal, par la fondation de la Chambre de commerce (Junta Comercial) et de l’académie des Beaux-Arts, et par la création du Fonds économique (Caixa Econômica). Dans le Rio Grande do Sul, où il prit ses fonctions à Porto Alegre en octobre 1885, il laissa, en dépit de la courte durée de sa charge, une œuvre considérable. Outre le creusement des canaux du Lagoa dos Patos, il prit soin des infrastructures de communication (routes et ponts) dans l’intérieur de la province ; ainsi lança-t-il en décembre 1885 la construction d’une route reliant São Leopoldo à Nova Petrópolis, qui fut achevée en 1888, et à laquelle fut donné le nom d’Estrada Presidente Lucena. Il quitta son poste début mai 1886, après qu’il eut été élu député à la Chambre nationale pour sa province natale.
Éminent franc-maçon, il présidait la Chambre des députés lorsque la loi d’abolition de l’esclavage, dite loi d'Or, fut débattue, mise au vote et approuvée le 13 mai 1888. En reconnaissance de son attitude à cette occasion, il reçut quelques jours plus tard, le 16 mai, des mains de Dona Isabel, princesse impériale régente, le titre nobiliaire de baron de Lucena, dont il restera le premier et seul titulaire.
Sollicité par le président de la République Deodoro da Fonseca, il fit partie de son cabinet ministériel, jusqu’au moment où le pouvoir passa aux mains du vice-président Floriano Peixoto. En qualité de ministre des Transports, attentif aux moyens de communication, il fit mettre en place un système sous-marin de télégraphie entre Recife et l’Europe, et entre Rio de Janeiro et la Bahia et le Pará. 
Lucena se proposa d’assumer une fonction au sein de la Cour suprême fédérale, à laquelle il avait été nommé par Deodoro Fonseca, cependant le successeur de celui-ci, Floriano Peixoto, le mit à la retraite un peu plus d’un an plus tard, ce qui pratiquement mit un point final à sa carrière politique. S’il se replia alors sur ses affaires privées, il n’en exerça pas moins pendant un certain temps une grande influence dans la politique pernamboucaine et nationale, mais pour faire l’objet ensuite de l’« ostracisme » politique. En 1910, il soutint Dantas Barreto contre Rosa e Silva, mais en dépit de la victoire du premier, Lucena, déjà fort âgé et malade, ne sera plus en état d’agir politiquement.